# Томоэ

Хидари-футацу-домоэ (左二つ巴) — две запятые, закрученные влево

Томоэ (яп. 巴) — узор в виде закручивающейся в центр кривой, видом напоминающей запятую, изогнутую каплю или магатаму. Часто используется в японских семейных гербах (камонах). Томоэ подобен китайскому символу инь и ян, а также кельтскому трискелиону. Также является одним из символов в синтоизме и буддизме.

## Использование символа Томоэ
Томоэ используется как элемент дизайна в японской геральдике, а также в наше время его используют в логотипах фирм.
Томоэ присутствовал на государственном флаге Рюкю.

## Виды томоэ
В зависимости от направления, в котором закручивается кривая, различают
- миги домоэ[1] (яп. 右巴) — вправо
- хидари домоэ (яп. 左巴) — влево

В зависимости от числа кривых различают
- хитоцу домоэ (яп. 一つ巴) — одна кривая
- футацу домоэ (яп. 二つ巴) — две кривые
- мицу домоэ (яп. 三つ巴) — три кривые